# Arano
Arano est une ville et une commune de la Communauté forale de Navarre dans le Nord de l'Espagne.
Elle est située dans la zone bascophone de la province où la langue basque est coofficielle avec l'espagnol et à 81 kilomètres de sa capitale, Pampelune. Cette municipalité comprend la ville d'Arano et les fermes de Latse, Suro y Urumea. Le secrétaire de mairie est aussi celui de Goizueta.

## Toponyme
Arano est un autre toponyme aux origines incertaines. Il a de solides relations avec des mots basques: arrano (aigle), (h)aran (vallée) ou (h)aran (prunelle) et on lui a donné comme des significations comme "colline des vallées", "lieu de prunelles" ou "lieu de la vallée". Parmi toutes les hypothèses proposées, Mikel Belasko dans son dictionnaire donne la meilleure version par rapport à celle de Koldo Mitxelena, disant que ce mot serait composé de '(h)aran (vallée) et du suffixe diminutif no indiquant une petite vallée. Belasko note une autre hypothèse, déjà qu'Arano (en relation avec arrano, l'aigle) est documenté en tant que nom de baptême masculin dans la Navarre du XVIe siècle, ce qui pourrait être ainsi un anthroponyme.
Pascual Madoz mentionne dans une de ses œuvres que le nom de la ville venait de l'expression hara noa (je vais là-bas) reprenant une étymologie populaire.

## Géographie
C'est l'unique ville navarraise, avec Zugarramurdi, d'où l'on peut voir la mer.

## Division linguistique
En 2011, 81.5% de la population d'Arano avait le basque comme langue maternelle. La population totale située dans la zone bascophone en 2018, comprenant 64 municipalités dont Arano, était bilingue à 60.8%, à cela s'ajoute 10.7% de bilingues réceptifs.

### Droit
En accord avec Loi forale 18/1986 du 15 décembre sur le basque, la Navarre est linguistiquement divisée en trois zones. Cette municipalité fait partie de la zone bascophone où l'utilisation du basque y est majoritaire. Le basque et le castillan sont utilisés dans l'Administration publique, les médias, les manifestations culturelles et en éducation cependant l'usage courant du basque y est présent et encouragé le plus souvent.

### Sources
- (es) Cet article est partiellement ou en totalité issu de l’article de Wikipédia en espagnol intitulé « Arano » (voir la liste des auteurs).